# کوز (آهنگساز)
استفن کوزمنیوک (به انگلیسی: Stephen Kozmeniuk)، که به‌طور حرفه ای با نام کوز نیز شناخته می‌شود، تهیه‌کننده، ترانه‌سرا، مهندس و نوازندهٔ کانادایی از وایت هورسِ یوکان است. کارهای تولید و نویسندگی شامل مدونا، نیکی میناژ، کندریک لامار و دوآ لیپا است. کوز در جوایز گرمی ۲۰۲۱ نامزد ۳ جایزه گرمی شد.